# 关于中华人民共和国国都、纪年、国歌、国旗的决议
《关于中华人民共和国国都、纪年、国歌、国旗的决议》是一个于1949年9月27日由中国人民政治协商会议第一届全体会议通过的文件。这个文件规定：新中国政權，即当时即将成立的中华人民共和国，有关国都（首都）、纪年、国歌和国旗的事宜。
文件记载：“中华人民共和国的国都定于北平。自即日起，改名北平为北京。”“中华人民共和国的纪年采用公元。今年为一九四九年。”“在中华人民共和国的国歌未正式制定前，以《义勇军进行曲》为国歌。”“中华人民共和国的国旗为红地五星旗，象征中国革命人民大团结。”
中华人民共和国国都定于北京，恢复了北京自金、元、明、清以来的国都地位。
在中华民国使用以公元1912年为元年的中华民国纪年。但是，中华人民共和国成立之后，改用公元纪年。
《义勇军进行曲》自从中华人民共和国成立，就成为該国的国歌（虽然当初属于一种临时国歌）。1978年，第五届全国人民代表大会第一次会议曾经修改了国歌歌词，但是于1982年恢复为原来的歌词。2004年3月14日，第十届全国人民代表大会第二次会议以宪法修改，将《义勇军进行曲》作成正式国歌。
中华人民共和国的国旗，自开国那天起，就是“五星红旗”。《决议》对国旗作出的解释是：它“象征中国革命人民大团结”。